# Прапор Винників
Пра́пор Винників — офіційний символ міста Винники Львівської області, затверджений 17 лютого 1992 року.
Розроблений Андрієм Гречилом та Іваном Сварником.

## Опис
Квадратне полотнище, на жовтому тлі синє гроно винограду з зеленим листком, із трьох сторін (крім древкової) по периметру йде синьо-жовта лиштва, завширшки в 1/10 сторони прапора.

## Зміст
Виноградне гроно вживалося на печатках громади ще в ХІХ ст. й указує на назву міста.